# Charles de Wurtemberg
Pour les articles homonymes, voir Charles de Wurtemberg-Bernstadt.
Titres
Prétendant au trône de Wurtemberg
15 avril 1975 – 7 juin 2022
(47 ans, 1 mois et 23 jours)
Duc héréditaire de Wurtemberg
29 juin 1959 – 15 avril 1975
(15 ans, 9 mois et 17 jours)
Charles de Wurtemberg, duc de Wurtemberg, né le 1er août 1936 à Friedrichshafen et mort le 7 juin 2022 à Ravensbourg, est le prétendant au trône de Wurtemberg et chef de la maison royale de Wurtemberg de 1975 à 2022.

## Biographie

### Famille
Charles de Wurtemberg (Carl Maria Peter Ferdinand Philipp Albrecht Joseph Michael Pius Konrad Robert Ulrich Herzog von Württemberg), né le 1er août 1936 à Friedrichshafen, est le second fils et le cinquième des six enfants du duc Philippe Albert de Wurtemberg (1893-1975), chef de la maison de Wurtemberg, et de l'archiduchesse Rose-Marie de Habsbourg-Toscane (1906-1983).
Le 4 août 1936, il est baptisé et reçoit comme parrain son grand-père maternel l'archiduc Pierre-Ferdinand de Habsbourg-Toscane, grand-duc de Toscane.
Par son père, il est le petit-fils du duc Albert de Wurtemberg, dernier prince héritier de Wurtemberg, et de l'archiduchesse Marguerite de Habsbourg-Lorraine ; par sa mère, il est le petit-fils de l'archiduc Pierre-Ferdinand de Habsbourg-Toscane, grand-duc de Toscane, et de la princesse Marie-Christine de Bourbon-Siciles. Sa sœur aînée, la duchesse Marie-Thérèse de Wurtemberg, se marie en 1957 avec Henri d'Orléans, héritier du trône de France (dont elle divorce en 1984).

### Entrepreneur

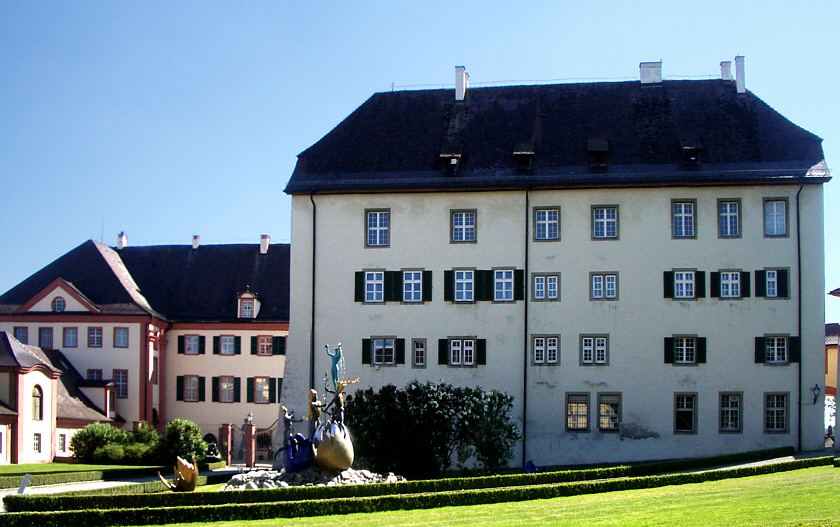
Le château d'Altshausen, résidence du duc de Wurtemberg.

Après des études de droit à l'Université Eberhard Karl de Tübingen, le duc Charles intègre l'entreprise familiale qui inclut un domaine forestier et de nombreuses propriétés. Il succède ensuite à son père, mort en 1975, et devient le responsable d'une importante fortune, investie essentiellement dans l'industrie, l'agriculture et les vignobles. En janvier 2020, en raison de sa santé, le duc se retire des affaires et en cède la gestion à son fils cadet Michael.

### Mariage et descendance

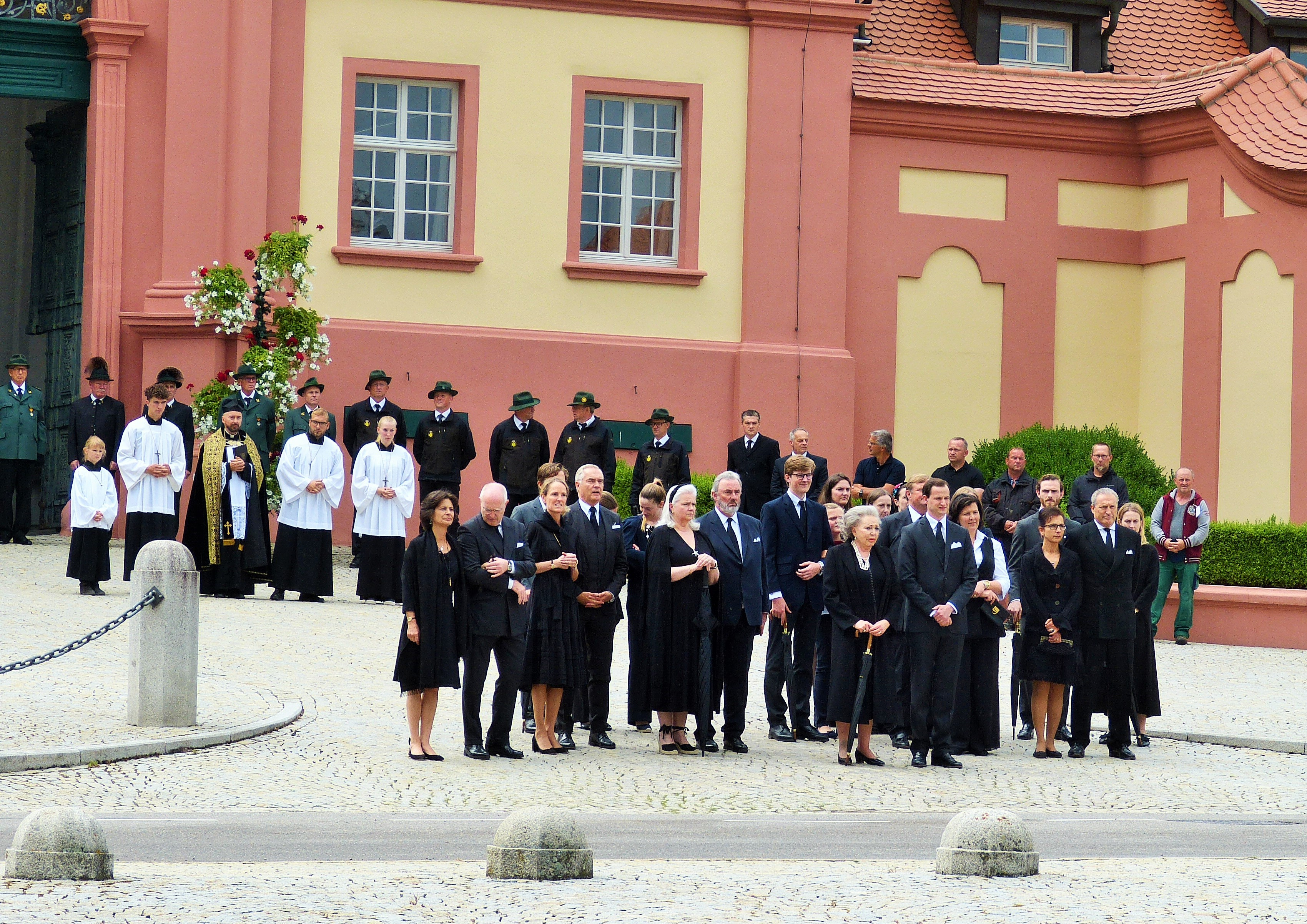
La famille du défunt duc Charles de Wurtemberg le 1 juillet 2022.

Charles de Wurtemberg, alors duc héréditaire de Wurtemberg, épouse civilement à Altshausen le 18 juillet 1960 et religieusement le 21 juillet suivant, au château d'Altshausen, la princesse Diane d'Orléans, née à Petrópolis, le 24 mars 1940, quatrième fille et sixième des onze enfants d'Henri d'Orléans (1908-1999), comte de Paris, et de son épouse la princesse franco-brésilienne Isabelle d'Orléans et Bragance (1911-2003),.
Quatre fils et deux filles sont nés de cette union, :
1. Friedrich Philipp Carl Franz Maria Herzog von Württemberg (Friedrichshafen, 1er juin 1961 - Ebenweiler, 9 mai 2018), duc héréditaire de Wurtemberg, épouse en 1993 Marie de Wied (1973), dont trois enfants :
1. Wilhelm Friedrich Carl Philipp Albrecht Nikolaus Erich Maria Herzog von Württemberg (Ravensbourg, 13 août 1994), duc héréditaire de Wurtemberg depuis 2018, succède à son grand père en 2022 ;
2. Marie-Amélie Diane Katherine Beatrix Philippa Sophie Herzogin von Württemberg (Ravensbourg, 11 mars 1996), se fiance le 8 septembre 2022 avec le baron Franz-Ferdinand von Feilitzsch (Tegernsee, 21 novembre 1997), troisième enfant et fils unique de Louis-Ferdinand Lazarus baron von Feilitzsch (1967) et de Johanna Sofie Strabolakos (1965)[7]. Ils se marient à Altshausen le 2 septembre 2023[8],[9] ;
3. Sophie Dorothée Martina Johanna Henriette Charitas Maria Herzogin von Württemberg (Ravensbourg, 19 août 1997).

2. Mathilde Marie-Antoinette Rosa Isabelle Herzogin von Württemberg (Friedrichshafen, 11 juillet 1962), épouse en 1988 Erich, comte héréditaire (depuis 2015 prince) de Waldburg zu Zeil und Trauchburg (1962), d'où cinq filles :
1. Marie-Thérèse Walburga Gabrielle Diana Georgina Franziska Gräfin von Waldburg (1989) ;
2. Marie Elisabeth Walburga Apollonia Alexandra Friederike Gräfin von Waldburg (1990) ;
3. Marie Charlotte Walburga Antonia Adelheid Viktoria Henriette Gräfin von Waldburg (1992) ;
4. Marie Helene Walburga Yolande Christiana Michaela Gräfin von Waldburg (1993), fiancée en janvier 2024 avec Ludovic comte von Neipperg, né à Talence le 19 avril 1994, directeur technique de vignoble à Saint-Émilion[10] ;
5. Marie Gabrielle Walburga Angelika Antonia Friederike Fleur Gräfin von Waldburg (1996).

3. Eberhard Alois Nikolaus Heinrich Johannes Maria Herzog von Württemberg (Friedrichshafen, 20 juin 1963), épouse en premières noces en 2011 (div. 2016) Lucia Désirée Copf (1969), d'où un fils, et en secondes noces en 2023 Gaby Maier (1970) : 
1. Alexander Ferdinand Peter Matthäus Maria Herzog von Württemberg (Mannheim, 19 janvier 2010).

4. Philipp Albrecht Christoph Ulrich Maria Herzog von Württemberg (Friedrichshafen, 1er novembre 1964), épouse en 1991 Marie Caroline, duchesse en Bavière (1969), fille de Max Emmanuel von Wittelsbach, duc en Bavière, d'où quatre enfants :
1. Sophie Anastasia Assunta Marie Pauline Herzogin von Württemberg (Munich, 15 janvier 1994), mariée civilement au château d'Altshausen, le 15 septembre 2018[12], puis religieusement à la chapelle du château de Tegernsee, le 20 octobre suivant[13] avec Maximilien d'Andigné, né le 19 mars 1989, d'où deux filles :
  1. Olympia d'Andigné  (née en septembre 2021) ;
  2. Mathilda d'Andigné (née en 2024) ;
2. Pauline Philippa Adelheid Helena Marie Herzogin von Württemberg (Londres, 15 avril 1997) ;
3. Carl Theodor Philipp Maria Max Emanuel Herzog von Württemberg (Londres, 15 juin 1999) ;
4. Anna Maximiliana Elizabeth Mariella Marie Herzogin von Württemberg (Francfort, 2 février 2007).

5. Michael Heinrich Albert Alexander Maria Herzog von Württemberg (Friedrichshafen, 1er décembre 1965), épouse en 2006 Julia Ricarda Storz (1965), sans postérité.
6. Eleonore Fleur Juanita Charlotte Eudoxie Marie-Agnès Herzogin von Württemberg (Friedrichshafen, 4 novembre 1977), épouse en 2003 Moritz Graf von Goëß (1966), d'où trois enfants :
1. Zeno Carl Philipp Alfonso Maria Graf von Goëß (30 octobre 2004) ;
2. Flaminia Gräfin von Goëß (25 février 2006) ;
3. Livia Gräfin von Goëß (4 juillet 2010).

### Prétendant au trône de Wurtemberg
Le 17 juin 1959, Charles de Wurtemberg devient, à la suite de la renonciation personnelle de son frère aîné Louis en vue de contracter un mariage morganatique, prince héritier de Wurtemberg. Son statut est confirmé, lorsque son frère renonce également aux droits de son éventuelle descendance le 19 janvier 1960. Le 15 avril 1975, à la mort de son père, Charles devient le prétendant au trône de Wurtemberg. Il appartient à la cinquième branche (dite lignée ducale) de la maison de Wurtemberg. À l'extinction de la branche aînée en 1921, à la mort de Guillaume II de Wurtemberg, la lignée ducale devient la nouvelle branche dynaste de la maison de Wurtemberg,. Le fils aîné de Charles, Frédéric de Wurtemberg, meurt accidentellement le 9 mai 2018 à Ebenweiler (arrondissement de Ravensbourg). Le prince héritier est dès lors le fils de ce dernier, Wilhelm de Wurtemberg, né en 1994.

### Mort et funérailles
Le mardi 7 juin 2022, le duc Charles de Wurtemberg meurt, à l'âge de 85 ans, après une longue maladie, à la St. Elisabethen-Klinikum Ravensburg, un hôpital de Ravensbourg, où il avait été admis cinq jours auparavant,. Son petit-fils Wilhelm lui succède en qualité de prétendant au trône de Wurtemberg et de chef de la maison royale de Wurtemberg.

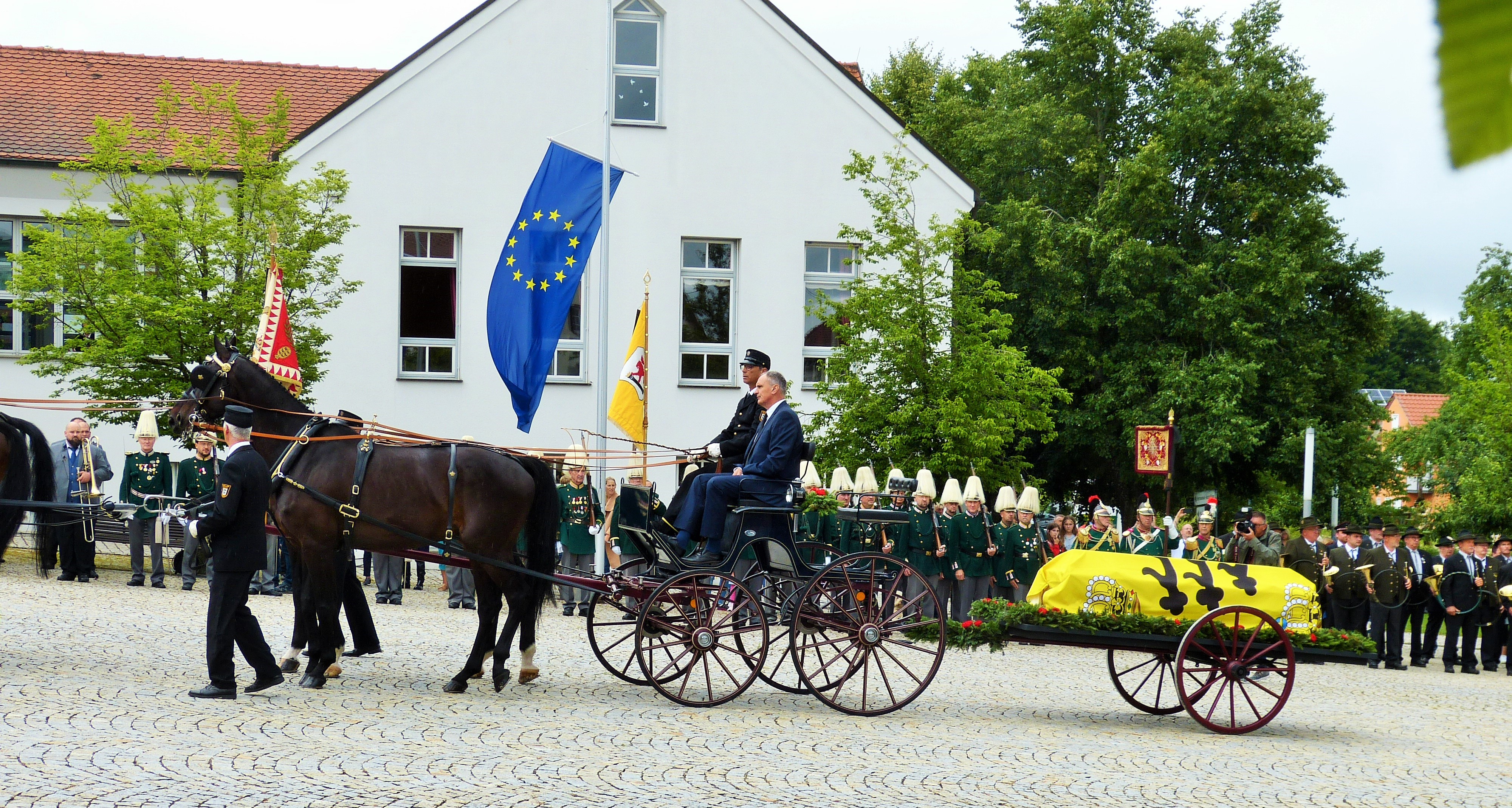
Le char funèbre du duc Charles à Altshausen, le 1 juillet 2022.

Les funérailles du duc Charles de Wurtemberg, précédées le vendredi 24 juin 2022 par une messe œcuménique dans l'église du château de Friedrichshafen, sont prévues à Altshausen le 2 juillet 2022. La veille, vendredi 1er juillet, après-midi, le cercueil du défunt duc, est conduit par une calèche tirée par quatre chevaux vers l'église d'Altshausen où les Gelden Husaren et la garde citoyenne de Bad Saulgau montent la garde, tandis que des musiciens jouent du cor de chasse la fête d'adieu.

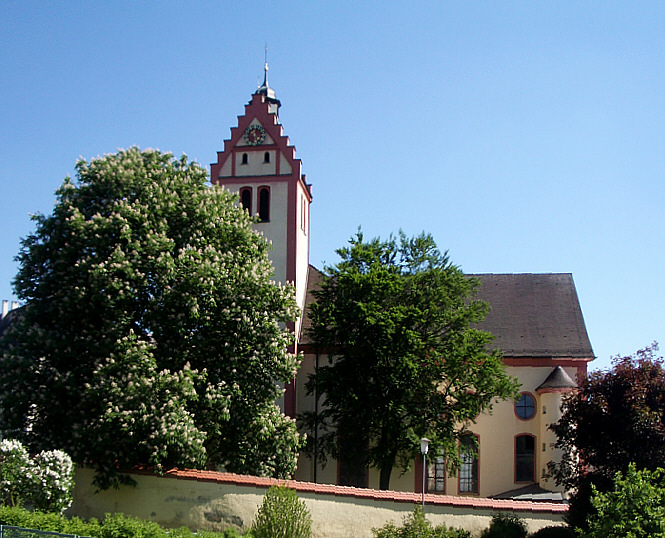
L'église Saint-Michel du château d'Altshausen.

Le samedi 2 juillet, de 11 h à 13 h, l'évêque catholique du diocèse de Rottenburg-Stuttgart, Gebhard Fürst, célèbre le requiem dans l'église Saint-Michel du château d'Altshausen et rend hommage à « l'engagement caritatif du défunt ». Environ 800 invités sont présents dans l'édifice, tandis que 250 personnes assistent à la cérémonie grâce à un écran sur la place du marché, juste en face du château.

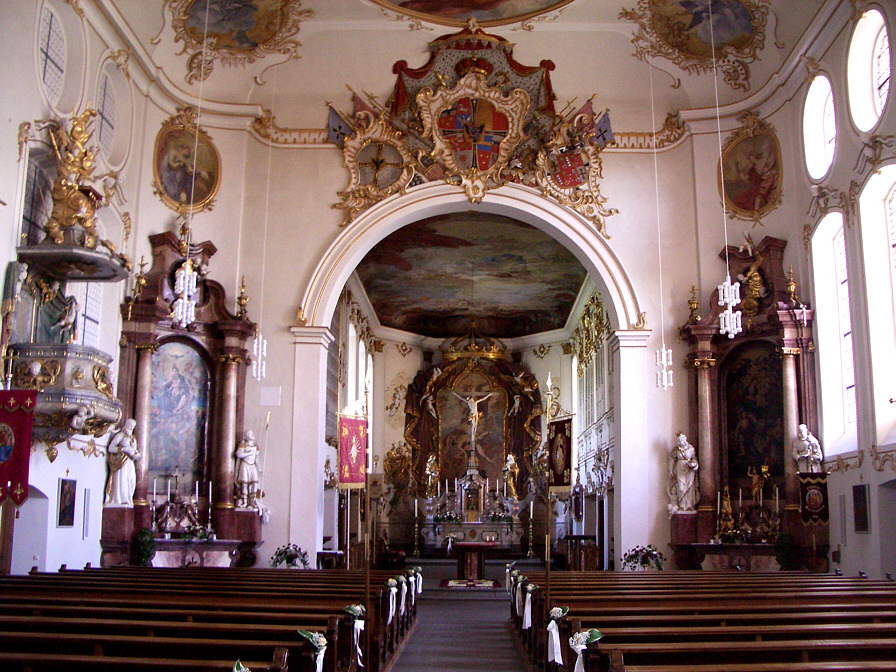
L'intérieur de l'église Saint-Michel.

Parmi les invités au requiem, outre la famille de Wurtemberg, assistent, notamment, les membres du gotha suivants : le prince souverain de Liechtenstein Hans-Adam II et sa belle-fille, la princesse Sophie, le grand-duc Henri de Luxembourg, le duc Max Emmanuel en Bavière, le margrave et la margravine Bernard de Bade, le prince Georges-Frédéric de Prusse, le comte de Paris, le duc et la duchesse de Bragance, l'archiduc Charles-Christian de Habsbourg et son épouse la princesse Marie-Astrid de Luxembourg, le prince Gundakar de Liechtenstein, son épouse la princesse Marie d'Orléans et leur fils Johann Wenzel, la duchesse douairière de Calabre, la princesse Chantal d'Orléans, le prince Jacques d'Orléans, le prince Ferdinand de Hohenzollern et le prince héréditaire Hubertus de Saxe-Cobourg et Gotha,,.
Sont aussi présents dans l'assistance des hommes et femmes politiques, notamment : Winfried Kretschmann, ministre-président de Bade-Wurtemberg, son adjoint Thomas Strobl, ainsi que Muhterem Aras, présidente du Landtag (parlement régional) de Bade-Wurtemberg, ou encore Erwin Teufel, ancien ministre-président de Bade-Wurtemberg.
Ensuite, le duc de Wurtemberg est inhumé, en présence d'un cercle familial restreint, dans la crypte familiale de l'église Saint-Michel du château d'Altshausen.

## Honneurs
Le duc Charles de Wurtemberg est, :

### Ordres dynastiques wurtembourgeois
- Grand maître de l'ordre du Mérite militaire (1975)
- Grand Maître de l'ordre de la Couronne de Wurtemberg (1975)
- Grand maître de l'ordre de Frédéric (1975)
- Souverain de l'ordre d'Olga (1975)

### Ordres dynastiques étrangers
- 1298 eChevalier de l'ordre de la Toison d'or (Maison de Habsbourg, 1975).
- Grand-croix de l'ordre d'Albert l'Ours (Anhalt).
- Chevalier de l'ordre de Saint-Hubert (Bavière).
- Chevalier grand collier de l'Annonciade (Maison de Savoie, 1975[26]).
- Chevalier Bailli grand-croix de justice de l'ordre sacré et militaire constantinien de Saint-Georges (Maison de Bourbon-Siciles).
- Bailli Grand-croix d'honneur et de dévotion de l'ordre souverain de Malte.

### Décorations officielles
- Chevalier de l'ordre de Saint-Grégoire-le-Grand (Vatican, 2002).
- Commandeur de l'ordre du Mérite de la République fédérale d'Allemagne (1997).
- Chevalier de l'ordre national du Cèdre (Liban, 2002).